# 维斯马特
维斯马特是奥地利下奥地利州维也纳新城城郊县的一个市镇。总面积38.56平方公里，总人口1564人，人口密度40.6人/平方公里（2005年）。